# Onicomicosi
L'onicomicosi (també coneguda com a tinya de l'ungla) és la dermatofitosi de l'ungla. És la malaltia més comuna de les ungles i constitueix al voltant de la meitat de totes les anomalies en les ungles.
És una infecció superficial en les ungles de mans o peus causades per fongs dermatófits dels gèneres Trichophyton i Microsporum. Altres àrees del cos com la pell, l'engonal o mans i peus poden veure's afectats per aquests organismes, i la transmissió d'una àrea a una altra o d'una persona a una altra és molt freqüent.
Altres organismes poden causar infeccions similars com els llevats de Candida albicans a les persones amb immunodeficiència.
Aquesta condició pot afectar ungles dels dits del peu o de la mà, però són les infeccions de les ungles dels peus les més comunes. La prevalença de l'onicomicosi és d'aproximadament el 6-8% en la població adulta.

## Símptomes
La placa de l'ungla pot tenir un aspecte engruixit, groc. Les ungles poden arribar a ser aspres i amb el sota grumollós, i es poden separar del llit de l'ungla. Normalment no hi ha dolor o altres símptomes corporals, llevat que la malaltia sigui greu.
Les dermatofítides són lesions de la pell lliures de fongs que de vegades es formen com a resultat d'una infecció per fongs en una altra part del cos. Això podria prendre la forma d'una erupció cutània o pruïja en una àrea del cos que no està infectat amb el fong. Les dermatofítides pot considerar-se com una reacció al·lèrgica als fongs.
Els pacients amb onicomicosis poden experimentar seriosos problemes psicològics a causa de l'aparició de l'ungla.

## Causes
Els patògens causants d'onicomicosi inclouen dermatòfits, Candida i fongs no dermatòfits.

## Diagnòstic
Si totes les ungles es veuen afectades, llavors la infecció per fongs és improbable. Per evitar un diagnòstic erroni com la psoriasi d'ungles, el liquen pla, la dermatitis de contacte, traumatismes, tumors del llit unguial o la síndrome d'ungles grogues, la confirmació de laboratori pot ser necessària. Els tres enfocaments principals són frotis d'hidròxid de potassi, el cultiu microbià i la histologia. Això inclou l'examen microscòpic i el cultiu dels raspats o retalls d'ungles. Els resultats recents indiquen que els mètodes de diagnòstic més sensibles són el frotis directe combinat amb l'examen histològic, i la placa de l'ungla biòpsia amb àcid periòdic de Schiff. Per identificar adequadament els fongs no dermatòfits sovint són necessàries diverses mostres.

## Tractament

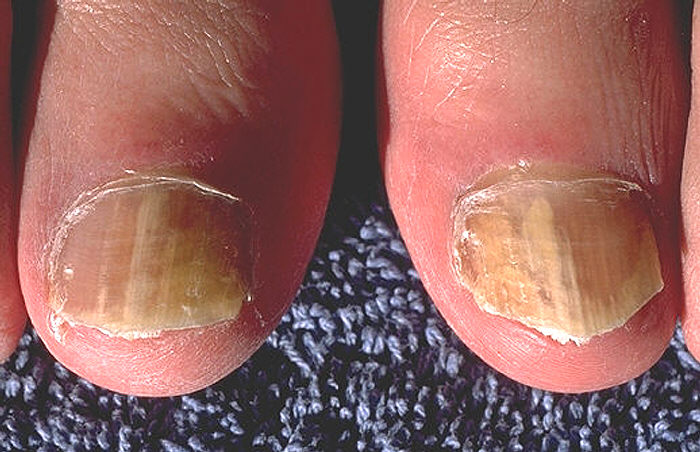
Onicomicosi per Trychophyton rubrum, dit gros dret i esquerre

El tractament de l'onicomicosi és difícil perquè la infecció s'insereix sota l'ungla i és difícil d'arribar-hi. Com a resultat, l'eliminació completa dels símptomes és molt lenta i pot prendre un any o més.

### Farmacològic
La majoria dels tractaments sistèmics són medicaments antifúngics com terbinafina i itraconazole, o d'actualitat, com ara laques d'ungles amb ciclopirox (=ciclopiroxolamina) (Ciclochem) o amorolfina (Locetar, Odenil). També hi ha proves de la combinació de tractaments sistèmics i tòpics. Els tractaments més nous inclouen el tractament amb fonts de llum làser per matar el fong en l'ungla. Un làser de tipus Noveon que ja està en ús pels metges per a alguns tipus de cirurgia de cataractes ha demostrat ser molt eficaç i sense dolor. Fins i tot s'ha informat que els punters làser apuntant a prop de l'ungla durant diversos minuts a la setmana pot ajudar amb el creixement i l'aspecte de l'ungla infectada.
Per l'onicomicosi superficial blanca sistèmica és recomanable el tractament antimicòtic tòpic.

#### Eficàcia relativa dels tractaments
El juliol de 2007 un meta-estudi va informar sobre els assajos clínics per al tractament tòpic de les infeccions per fongs en les ungles. L'estudi va incloure 6 assaigs controlats aleatoris realitzats fins abans del març del 2005. Les principals conclusions són:
- Hi ha algunes proves que el ciclopirox i la butenafina (no comercialitzat a l'estat espanyol) són eficaços, però ambdós s'han d'aplicar diàriament durant períodes prolongats (almenys 1 any).
- Hi ha proves que les taxes de curació de la ciclopiroxolamina tòpica és més baixa que la de l'amorolfina.
- Calen més investigacions sobre l'eficàcia dels agents antimicòtics per a les infeccions de les ungles.

En 2002, un estudi va comparar l'eficàcia i seguretat de la terbinafina en comparació amb el placebo, itraconazole i griseofulvina en el tractament de les infeccions micòtiques de les ungles. Les principals conclusions van ser que, per reduir els fongs la terbinafina va resultar ser significativament millor que l'itraconazole i la griseofulvina i que la terbinafina es va tolerar millor que l'itraconazole.
- Un petit estudi realitzat el 2004 va mostrar que la laca d'ungles de ciclopirox va ser més eficaç quan es combinava amb la crema d'urea.[13]
- Un estudi de 504 pacients el 2007 va trobar que el desbridament de l'ungla combinada amb la terbinafina oral va reduir significativament la freqüència dels símptomes més que la terbinafina sola.[14]
- 2007 Un assaig clínic aleatoritzat amb 249 pacients demostren que una combinació de laca d'ungles d'amorolfina i terbinafina oral millora l'eficàcia clínica i és més rendible que la terbinafina sola.[15]

### Tractaments lliures de fàrmacs
Un prometedor nou tractament amb làser pel fong de l'ungla ha estat aprovat per la Food and Drug Administration per al sistema de les FootLaser pinpointed, que ha estat disponible als EUA des de setembre de 2008.

### Remeis naturals
Com passa amb moltes malalties, també hi ha alguns científicament verificats o remeis de medicina alternativa.
- L'oli d'arbre de te d'Austràlia.[17][18] No hi ha prou informació per fer recomanacions a favor o en contra de la utilització d'oli d'arbre de te per a l'onicomicosi.[19]
- Extracte de llavor d'aranja no s'ha demostrat com un antimicrobià natural. La seva eficàcia no està científicament verificada. Múltiples estudis indiquen que l'activitat antimicrobiana universal és a causa de la contaminació amb conservants sintètics i que era improbable que for per les llavors de l'aranja.[20][21][22][23][24]
- L'oli de farigola s'ha demostrat que té un potencial per ser eficaç contra el fong que comunament infecta els peus.[25]

## Factors de risc
Els factors de risc per a l'onicomicosi inclouen història familiar, edat, mala salut, traumatisme previ, clima càlid, participació en activitats de fitness, immunosupressió (per exemple, VIH+, induïda per fàrmacs), bany comunal i calçat oclusiu.

## Prevenció
Per tal d'evitar agafar o contagiar els fongs:
- Tallar-se les ungles ben curtes
- Rentar-se els peus i assecar-los bé abans de posar-se mitjons i sabates.
- Tallar les ungles que no passin més enllà de la punta del peu, això ajuda a protegir el teixit delicat sota l'ungla.
- Posar-se un calçat obert com ara les sandàlies. que permeten que els peus respiren.
- Els peus s'humitegen per raó de la suor, conservar-los secs.
- Si els peus s'humitegen (suor), canviar-se els mitjons encara que sigui una vegada durant el dia.
- Utilitzar un antifúngic per a les sabates
- En llocs públics, utilitzar sabates de dutxa, evitar anar descalç
- Netejar i no compartir els tallaungles o llimes ni res que es faci servir per a la higiene personal.
- Utilitzar mitjons de cotó i sabates de materials com el cuir perquè els peus puguin "respirar", la calor i la humitat són propicis per als fongs.
- No pintar-se les ungles, perquè l'ungla pintada no pot respirar.
- Hi ha fongs molt difícils d'eliminar, visitar doncs un metge que recepti un tractament.